# Tarrés
Tarrés – gmina w Hiszpanii, w prowincji Lleida, w Katalonii, o powierzchni 12,89 km². W 2011 roku gmina liczyła 107 mieszkańców.